# Cărbunari (okręg Jassy)
Cărbunari – wieś w Rumunii, w okręgu Jassy, w gminie Grajduri. W 2011 roku liczyła 382 mieszkańców.